# Hesburger

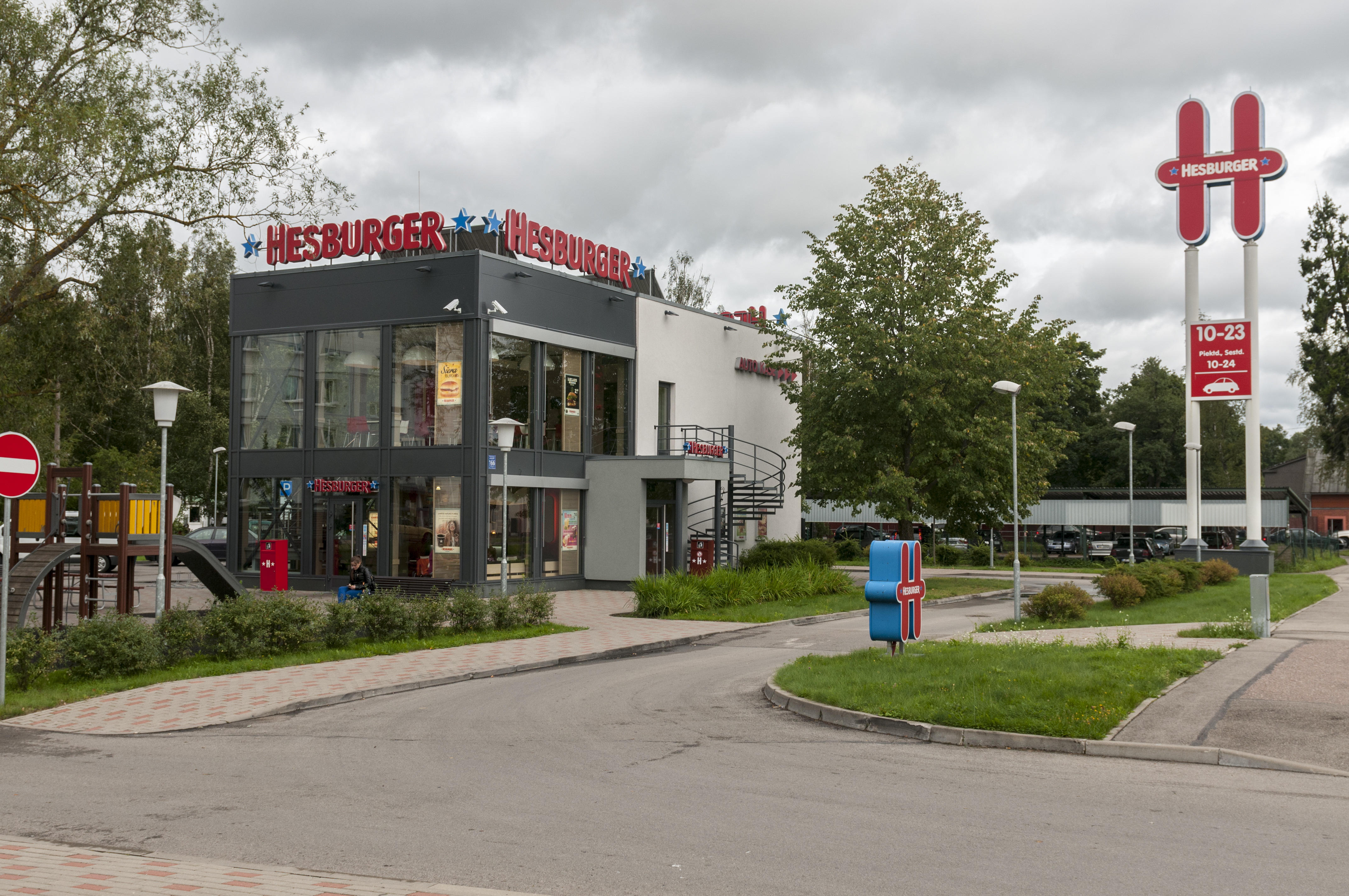
Hesburger-Filiale in Riga

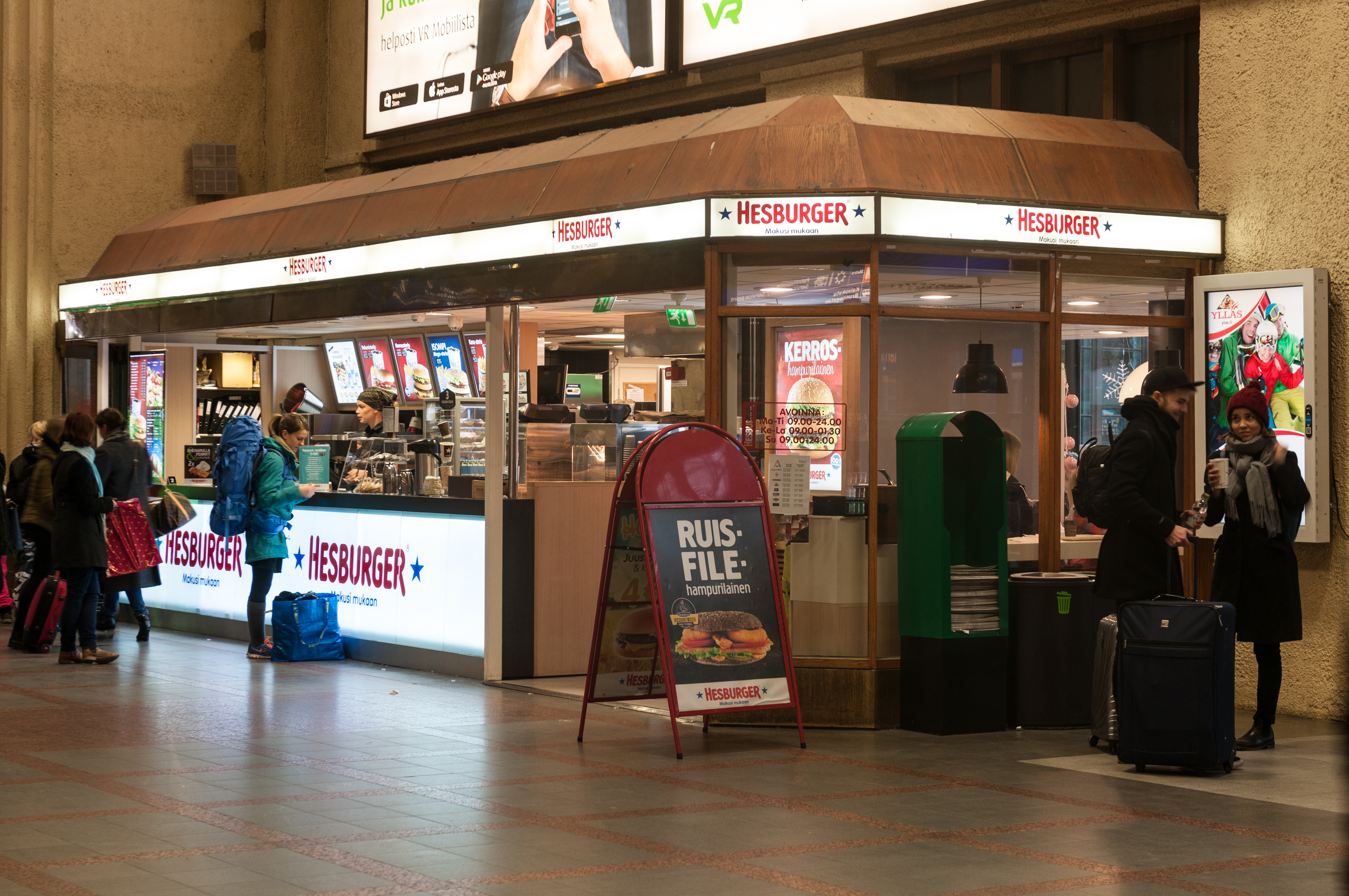
Hesburger im Hauptbahnhof Helsinki

Hesburger ist eine finnische Schnellrestaurantkette, die in Finnland 5.000 Personen (weltweit 6.700, Stand 2016) beschäftigt.

## Geschichte
Hesburger wurde im Jahr 1966 in Naantali von Heikki Salmela gegründet. Im Jahr 1992 gab es in Finnland zwölf Restaurants. Im Jahr 2016 waren es 270 in Finnland, 39 in Estland, 45 in Lettland, 45 in Litauen, 34 in Russland, drei in Deutschland und drei in der Ukraine. 2018 wurde ein Restaurant im Iran eröffnet. 2017 gab es neben den Restaurants in Finnland 44 in Estland, 43 in Lettland, 50 in Litauen, 37 in Russland, zwei in Deutschland, drei in der Ukraine, sechs in Bulgarien und eines in Belarus. Eröffnet wurden in Bulgarien mindestens 18 Restaurants.
In den Filialen werden für Schnellrestaurants typische Gerichte wie Hamburger, Cheeseburger und Variationen davon, Chicken-Nuggets, Pommes frites und Erfrischungsgetränke angeboten. Auch vegetarische Produkte wie Veggie-Burger oder gebackene Zwiebelringe stehen zur Auswahl. Der namensgebende Hesburger besteht aus zwei gegrillten Scheiben aus Rinderhackfleisch mit Cheddar und weiteren Zutaten zwischen drei Brötchenscheiben.
Hesburger erweiterte sein Angebot und bot in den 2000er-Jahren auch Internetcafés, Autowaschanlagen, Kebab- und Pastarestaurants mit Internetzugang sowie ein Hotel in Turku an.
In Deutschland gab es im Mai 2022 zwei Hesburger-Filialen in Hamburg. Inzwischen geschlossene Filialen befanden sich in Köln, Bad Oldesloe, Lübeck und in Hamburg am Gänsemarkt sowie in Altona.

## Trivia
In dem deutschen Film Absolute Giganten von 1999, der in Hamburg spielt, arbeitet einer der Hauptcharaktere in der damaligen Hesburger-Filiale am Gänsemarkt. Zudem bestellen die drei Hauptcharaktere in einer späteren Szene in einem Hesburger-Restaurant „dreimal alles“ und essen das Fast Food auf der Motorhaube ihres Autos.